# Estación de Oberentfelden
La estación de Oberentfelden es una estación ferroviaria de la comuna suiza de Oberentfelden, en el Cantón de Argovia.

## Historia y situación
La estación de Oberentfelden fue inaugurada en el año 1877 se inauguró la línea Zofingen - Lenzburg - Wettingen por parte del Schweizerischen Nationalbahn (SNB). En 1902 la compañía pasaría a ser absorbida por SBB-CFF-FFS.
Se encuentra ubicada en el centro del núcleo urbano de Oberentfelden. Cuenta con un andén lateral al que accede una vía pasante.
En términos ferroviarios, la estación se sitúa en la línea Zofingen - Wettingen. Sus dependencias ferroviarias colaterales son la estación de Kölliken hacia Zofingen y la estación de Suhr en dirección Wettingen.

## Servicios ferroviarios
Los servicios ferroviarios de esta estación están prestados por SBB-CFF-FFS.

### S-Bahn Argovia
En la estación inician o finalizan su trayecto trenes de una línea de la red S-Bahn Argovia:
- S 28 Zofingen - Suhr – Lenzburg

1. Trenes cada 30 minutos de lunes a viernes. Sábados, domingos y festivos trenes cada 60 minutos en ambos sentidos